# Rembrandt
Rembrandt Harmenszoon van Rijn (15 tháng 7 năm 1606 - 4 tháng 10 năm 1669), thường được biết tới với tên Rembrandt hay Rembrandt van Rijn, là một họa sĩ và nghệ sĩ khắc bản in nổi tiếng người Hà Lan. Ông thường được coi là một trong những họa sĩ vĩ đại nhất trong lịch sử hội họa châu Âu nói chung và Hà Lan nói riêng. Các tác phẩm của Rembrandt đã đóng góp quan trọng vào Thời đại hoàng kim của Hà Lan thế kỉ 17.
Ngay từ khi còn trẻ Rembrandt đã đạt được thành công lớn với các bức tranh chân dung, tuy những năm sau đó ông gặp nhiều bi kịch cá nhân hay những khó khăn về tài chính, họa sĩ vẫn được coi là một trong những người Hà Lan nổi tiếng nhất thời đó và ông là thầy dạy cho gần như tất cả các họa sĩ Hà Lan hàng đầu thế kỉ 17.
Năm 2004, trong Danh sách những người Hà Lan vĩ đại nhất trong lịch sử (De Grootste Nederlander) do đài KRO tổ chức, Rembrandt là nghệ sĩ có vị trí cao nhất trong danh sách (thứ 9).

## Cuộc đời

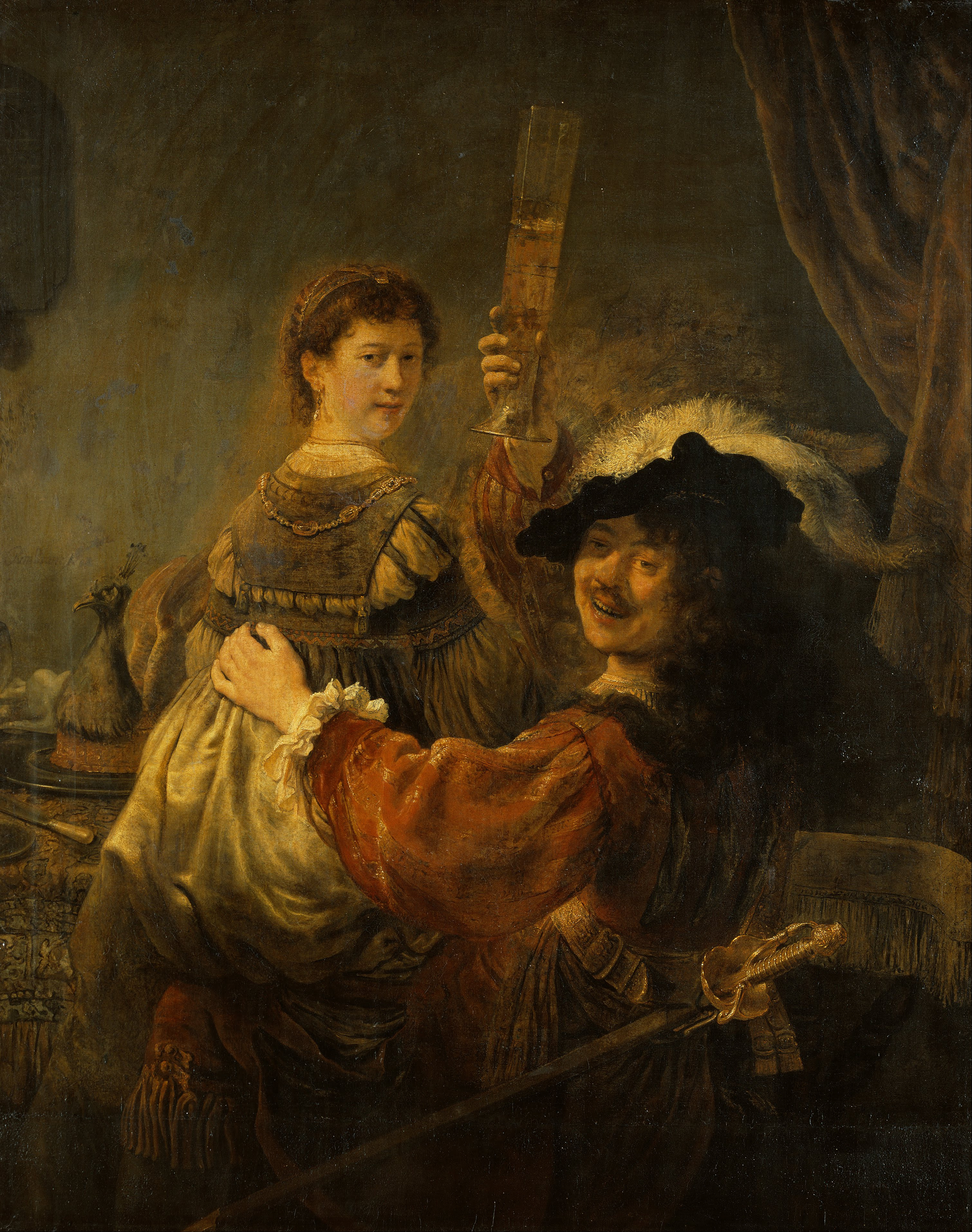
Đứa con hoang đàng trong nhà chứa, tranh tự hoạ với vợ Saskia, khoảng 1635

Rembrandt Harmenszoon van Rijn sinh ngày 15 tháng 7 năm 1606 tại Leiden, tại Cộng hoà Hà Lan, thuộc Vương quốc Hà Lan ngày nay. Ông là đứa con thứ chín của Harmen Gerritszoon van Rijn và Neeltgen Willemsdochter van Zuijtbrouck. Gia đình ông khá khá giả; cha ông là một chủ cối xay trong khi mẹ ông là con gái của một người làm bánh mì. Tôn giáo là chủ đề chính trong các tác phẩm hội họa của Rembrandt và cái giai đoạn mà tôn giáo còn đóng một vai trò chính trong cuộc sống đã khiến ông quan tâm đến đức tin hơn. Mẹ của ông là một tín đồ công giáo, trong khi cha ông lại là một tín đồ kháng cách. Những tác phẩm đã cho ta thấy sự sùng đạo của ông, nhưng không có bằng chứng nào cho thấy Rembrandt chính thức thuộc bất cứ một giáo hội nào nào, mặc dù ông có năm người con được chôn tại các nhà thờ Kháng cách Hà Lan ở Amsterdam: bốn ở Oude Kerk (Old Church) và một, Titus, ở Zuiderkerk (nhà thờ phía Nam).
Từ khi còn nhỏ Rembrandt đã được giáo dục cẩn thận, cậu được gia đình cho vào học tại một trường Latinh và sau đó là Đại học Leiden. Tại đây trong vòng 3 năm Rembrandt là người học việc cho họa sĩ Jacob van Swanenburgh. Sau khoảng 6 tháng học việc với họa sĩ nổi tiếng Pieter Lastman ở Amsterdam, Rembrandt cùng với bạn là Jan Lievens mở một phòng tranh ở Leiden vào năm 1624 hoặc 1625. Từ năm 1627 ông bắt đầu nhận học trò, trong số này có Gerrit Dou.
Năm 1629 tài năng của Rembrandt được nhà chính trị Constantijn Huygens (cha của nhà khoa học nổi tiếng Christiaan Huygens) phát hiện và ông được đề nghị vẽ tranh cho chính quyền Den Haag. Nhờ mối quan hệ này mà hoàng tử Frederik Hendrik cũng bắt đầu đặt tranh của Rembrandt cho đến tận năm 1646.

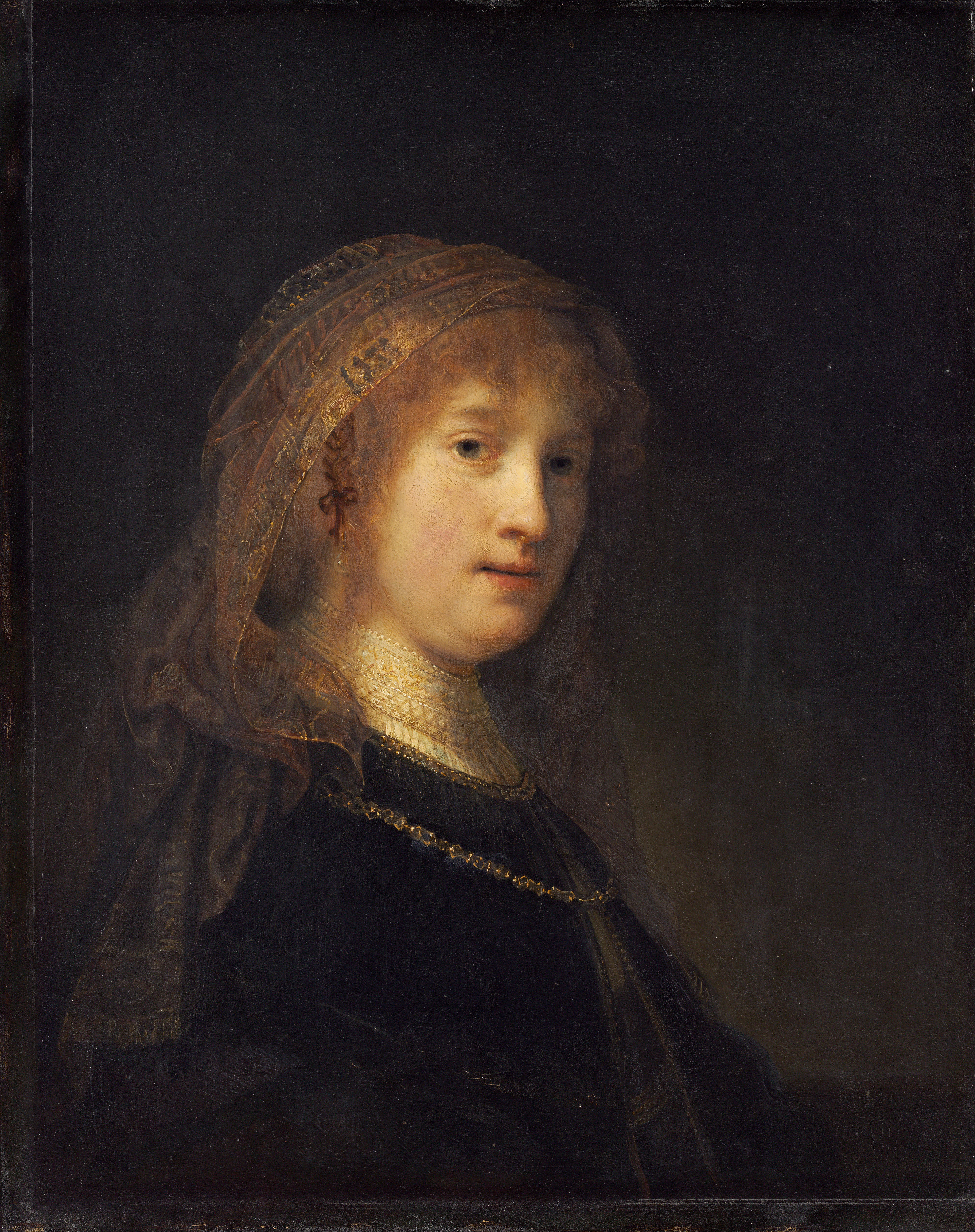
Chân dung Saskia van Uylenburgh, khoảng 1635

Cuối năm 1631 Rembrandt chuyển tới Amsterdam, nhanh chóng phát triển công việc làm ăn ở thủ đô thương mại mới của Hà Lan và bắt đầu trở thành họa sĩ vẽ chân dung chuyên nghiệp với nhiều thành công lớn. Ban đầu ông ở cùng nhà buôn tranh Hendrick van Uylenburg. Năm 1634 họa sĩ cưới em họ của Hendrick là Saskia van Uylenburg, Saskia là một cô gái xuất thân từ gia đình danh giá, bố cô là một luật sư và là burgemeester (thị trưởng) của Leeuwarden, tuy vậy ông này mất khi Saskia còn nhỏ và cô sống với người chị gái ở Het Bildt. Rembrandt và Saskia làm lễ cưới tại nhà thờ địa phương ở St. Annaparochie mà không có mặt họ hàng của hai người. Cùng năm này họa sĩ trở thành một burgess (nghị viên) của Amsterdam và là thành viên của hội họa sĩ địa phương. Ông tiếp tục dạy vẽ và có thêm hai học trò khá nổi tiếng là Ferdinand Bol và Govert Flinck.
Năm 1635 Rembrandt và Saskia chuyển tới nhà riêng tại Nieuwe Doelenstraat, 4 năm sau đó họ chuyển về khu phố của người Do Thái Jodenbreestraat trong một ngôi nhà ngày nay được dùng làm Nhà bảo tàng Rembrandt. Đây là một ngôi nhà lớn với số tiền thế chấp lên tới 13.000 guilder, rất có thể đây chính là nguồn gốc cho những khó khăn về tài chính của họa sĩ sau này, bên cạnh việc chi tiêu quá tay và đầu tư thất bại. Giai đoạn này những bất hạnh trong đời sống riêng cũng bắt đầu đến với Rembrandt, năm 1635 con trai của ông Rumbartus qua đời chỉ 2 tháng sau khi sinh, năm 1638 con gái Rembrandt là Cornelia cũng chỉ sống được 3 tuần. Đến năm 1640 Rembrandt và Saskia có người con gái thứ hai, cũng được đặt tên là Cornelia, cô bé cũng chết yểu khi mới được hơn một tháng tuổi. Chỉ có đứa con thứ tư của hai người là Titus sinh năm 1641 là sống được đến tuổi trưởng thành, tuy vậy Saskia lại qua đời không lâu sau đó vào năm 1642 vì bệnh lao. Những tác phẩm của Rembrandt vẽ vợ trên giường bệnh và khi qua đời nằm trong số những bức tranh giàu cảm xúc nhất của họa sĩ.
Trong thời gian Saskia đổ bệnh, một cô gái tên là Geertje Dircx được thuê để làm bảo mẫu cho Titus, cô này sau đó cũng trở thành người tình của họa sĩ và cuối cùng đã kiện ông vì tội vi phạm lời hứa để nhận được khoản tiền trợ cấp 200 guilder mỗi năm. Cuối thập niên 1640 Rembrandt bắt đầu quan hệ với một cô gái kém tuổi hơn rất nhiều là Hendrickje Stoffels, vốn ban đầu là người hầu của ông. Năm 1654 họ có một con gái cũng có tên là Cornelia, vì việc này Hendrickje bị Giáo hội Kháng cách Hà Lan buộc tội "Quan hệ bất chính với họa sĩ Rembrandt", bản thân họa sĩ không bị kết tội vì ông không phải thành viên của Giáo hội Kháng cách. Hendrickje nhận tội và bị rút phép thông công.
Rembrandt sống khá hoang phí, ông mua các tác phẩm nghệ thuật (gồm cả việc mua đấu giá tác phẩm của chính ông), các bản in (thường dùng cho các bức tranh của họa sĩ) và các vật quý hiếm khác, vì cách chi tiêu như vậy nên cuối cùng tòa án, để tránh việc họa sĩ bị phá sản, đã phát mại phần lớn các bức tranh và một phần bộ sưu tập đồ cổ của Rembrandt. Danh sách phát mại vẫn còn đến ngày nay và nó cho chúng ta một văn bản đáng giá để xác định số lượng tác phẩm trong bộ sưu tập của Rembrandt. Ông cũng phải bán cả căn nhà, xưởng in của mình để dọn tới một căn hộ ít tiện nghi hơn ở Rozengracht năm 1660. Trong khi giới chức trách và chủ nợ phần lớn tìm cách giúp đỡ Rembrandt thì Hội họa sĩ Amsterdam lại ra luật mới cấm tất cả những người ở hoàn cảnh tương tự ông được tham gia buôn bán tranh với tư cách một họa sĩ. Để tránh luật này, năm 1660 Hendrickje và Titus đã phải đứng tên để kinh doanh tranh và thuê chính Rembrandt với tư cách một người làm công.
Năm 1661 gia đình của Rembrandt được giao hoàn thành nội thất Tòa thị chính thành phố sau khi Govert Flinck, họa sĩ được nhận công việc này đầu tiên qua đời mà chưa kịp bắt đầu công việc. Bức tranh Âm mưu của Claudius Civilis (De Samenzwering van Claudius Civilis) đã được chuyển từ Flinck sang cho Rembrandt. Cũng trong khoảng thời gian này ông nhận người học trò cuối cùng là Aert de Gelder. Hai người thân của họa sĩ là Hendrickje và Titus lần lượt qua đời trước ông vào các năm 1663 và 1668, để lại Rembrandt với người con gái cuối cùng. Hơn một năm sau cái chết của người con, Rembrandt van Rijn qua đời ngày 4 tháng 10 năm 1669 tại Amsterdam và được an táng trong một ngôi mộ không đánh dấu ở Westerkerk.

## Sự nghiệp

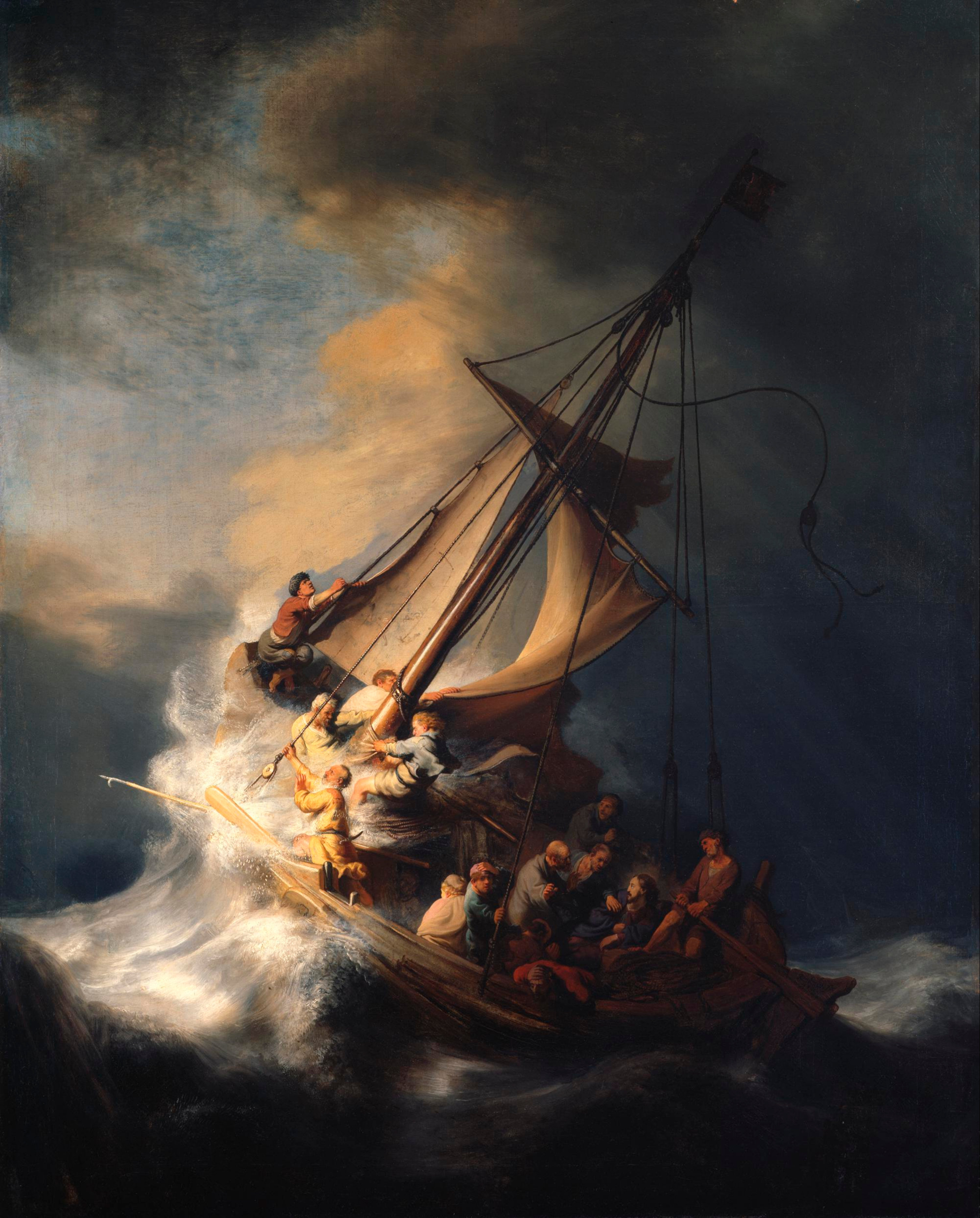
Chúa trong cơn bão ở Hồ Galilee, sơn dầu trên vải bạt, 1633

Trong một lá thư gửi cho Huyghens, Rembrandt đã tiết lộ điều ông tìm kiếm trong nghệ thuật, đó là "chuyển động (hay cảm xúc) tự nhiên nhất và tuyệt vời nhất" ("die meeste ende di naetuereelste beweechgelickheijt" - từ "beweechgelickhijt" vừa có nghĩa là "cảm xúc", vừa có nghĩa là "chuyển động"). Ba đề tài chính trong suốt sự nghiệp sáng tác của Rembrandt là tranh chân dung, tranh phong cảnh và tranh minh họa. Với giới nghệ thuật và tôn giáo đương thời, ông được coi là bậc thầy của các bức tranh minh họa Kinh Thánh trong việc miêu tả cảm xúc và các chi tiết. Phong cách vẽ của ông chuyển từ những nét mềm mại, trơn nhẵn ở giai đoạn đầu sang những nét thô ráp để mô tả đạt hơn cảm xúc của mẫu vật. Bên cạnh sự phát triển về kĩ thuật hội họa, Rembrandt cũng có những bước tiến trong kĩ thuật khắc bản in và in ấn. Trong các bản khắc giai đoạn sau, đặc biệt là từ thập niên 1640 trở đi, sự tự do và phóng khoáng được thể hiện rõ rệt.

### Giai đoạn đầu
Trong thời kì Rembrandt ở Leiden (từ 1625 đến 1631), các bức họa của ông cho thấy ảnh hưởng của Lastman và Lievens. Các tác phẩm của Rembrandt thường có kích thước nhỏ nhưng giàu chi tiết (các chi tiết quần áo, đồ trang sức). Đề tài của các bức tranh này thường là về tôn giáo hoặc các câu chuyện ngụ ngôn. Năm 1626 ông sáng tác bản khắc in đầu tiên, sự phổ biến của tác phẩm này đã đưa đến cho họa sĩ danh tiếng ở khắp châu Âu. Năm 1629 Rembrandt hoàn thành hai bức Judas ăn năn và Người họa sĩ trong xưởng vẽ, những tác phẩm này là bằng chứng cho sự quan tâm của ông tới việc nắm bắt ánh sáng và kĩ thuật phối màu, đây là bước tiến quan trọng đầu tiên trong sự nghiệp hội họa của Rembrandt.
Trong thời gian đầu ở Amsterdam (1632-1636), Rembrandt bắt đầu minh họa các hình ảnh trong kinh thánh và thần thoại với độ tương phản cao trong các bức tranh khổ lớn, điển hình là các bức Sự mù quáng của Samson (1636) và Bữa tiệc của Belshazzar  ([[1635). Có lẽ đây là một hình thức cạnh tranh với phong cách vẽ Ba-rốc của Rubens. Ông cũng cho ra đời một số bức chân dung đáng chú ý cả ở khổ nhỏ như Jacob de Gheyn III và khổ lớn như Chân dung người đóng tàu Jan Rijcksen và vợ, Buổi học giải phẫu của Bác sĩ Nicolaes Tulp..
Cuối thập niên 1630, Rembrandt tập trung vào khắc bản in hơn là hội họa, ông cho ra đời rất nhiều bản khắc về phong cảnh. Từ năm 1640 họa sĩ bắt đầu tiết giảm màu sắc trong các tác phẩm, có lẽ điều này chịu ảnh hưởng từ những bi kịch cá nhân mà ông gặp phải trong giai đoạn này. Năm 1642 Rembrandt sáng tác bức tranh nổi tiếng De Nachtwacht, tác phẩm lớn nhất và đáng chú ý nhất của họa sĩ.

### Giai đoạn sau

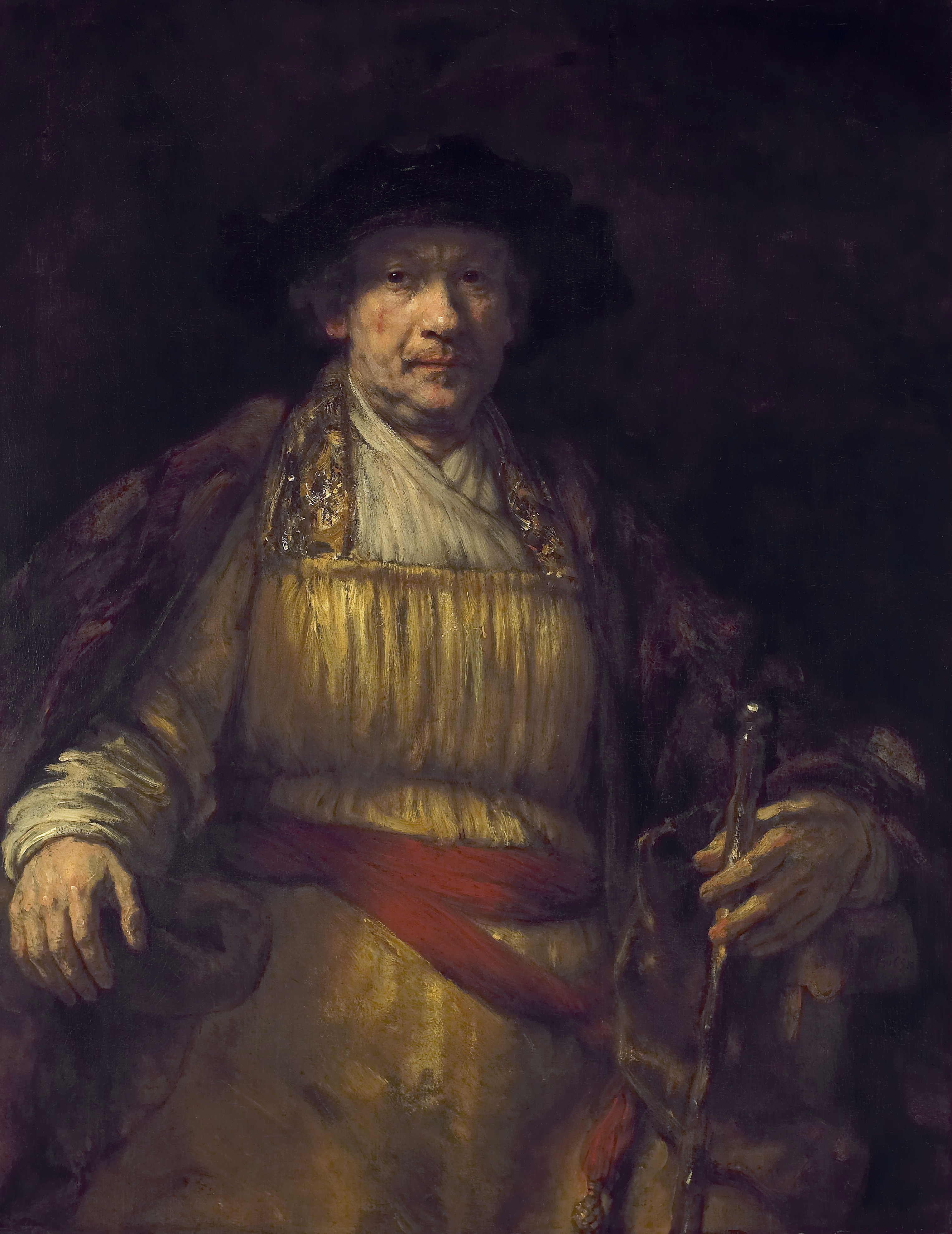
Chân dung tự họa, 1658, được coi là bức chân dung tự họa xuất sắc nhất của Rembrandt

Sau De Nachtwacht, phong cách sáng tác của Rembrandt bắt đầu có sự thay đổi rõ rệt. Bằng cách sử dụng tương phản ánh sáng mạnh, Rembrandt cho ra đời những tác phẩm khá gần gũi với các bức tranh thuộc trường phái Venezia.
Trong thập niên 1650, phong cách vẽ của Rembrandt lại thay đổi một lần nữa. Các bức tranh thường có khổ lớn hơn, màu sắc phong phú hơn và nét vẽ rõ ràng hơn để tạo ra những bức tranh chi tiết và sắc nét hơn. Trong những năm cuối đời, ông vẫn thường xuyên mô tả các chủ đề trong Kinh Thánh nhưng thường chuyển đối tượng từ nhóm người sang chân dung các cá nhân cụ thể. Rembrandt cũng tập trung sáng tác các bức chân dung tự họa, từ năm 1652 đến khi qua đời ông đã sáng tác khoảng 15 bức chân dung tự họa.

### Số lượng tác phẩm
Vào đầu thế kỉ 20 người ta cho rằng họa sĩ đã sáng tác khoảng trên 600 bức tranh hoàn chỉnh, gần 400 bản khắc và khoảng 2000 bức vẽ. Những nghiên cứu gần đây hơn từ thập niên 1960 cho đến nay (do Dự án nghiên cứu Rembrandt tiến hành) đã đưa ra con số gây tranh cãi ít hơn rất nhiều với khoảng gần 300 bức tranh. Rembrandt là người vẽ rất nhiều tranh chân dung tự họa, đã có nghiên cứu đưa ra con số khoảng 90 bức, nhưng hiện nay người ta biết rằng có một số trong các bức chân dung này là do học trò của họa sĩ vẽ như một hình thức luyện tập và con số tranh chân dung tự họa do chính Rembrandt vẽ có lẽ là khoảng hơn 40 bức, chưa kể khoảng vài bức họa và 31 bản khắc.

### Khiếm khuyết thị giác
Margaret S. Livingstone, giáo sư bộ môn sinh học thần kinh (neurobiology) tại Đại học Y Harvard (Harvard Medical School) trong một bài báo xuất bản năm 2004 đã đưa ra giả thuyết về việc thị giác của Rembrandt bị mắc chứng không phân biệt được hình khối (stereo blindness - mù lập thể). Kết luận này được đưa ra sau quá trình phân tích 36 bức chân dung tự họa của Rembrandt. Vì không thể dùng dùng hai mắt để tạo ra thị trường chung (binocular vision) một cách bình thường, bộ não của họa sĩ đã tự động chuyển phần lớn việc quan sát cho một mắt. Sự vô hiệu hóa một mắt đã giúp họa sĩ làm phẳng các hình ảnh ông nhìn thấy và dễ dàng chuyển nó thành các hình ảnh hai chiều trên tranh. Theo Livingstone, có lẽ sự khiếm khuyết này lại là một món quà cho những họa sĩ lớn như Rembrandt: "Các giảng viên nghệ thuật thường yêu cầu sinh viên nhắm một mắt để làm phẳng những gì họ nhìn thấy. Vì vậy việc bị mù lập thể không những không phải là một khuyết tật, trái lại nó lại là một món quà cho các nghệ sĩ.". Tuy nhiên cần phải thấy rằng trong các bức tranh Rembrandt dựng lại rất tốt hình khối của các vật thể, đặc biệt là các khuôn mặt, để cảm thụ được độ sâu của mẫu như vậy người họa sĩ rõ ràng phải có khả năng nhìn vật thể ba chiều một cách bình thường.

## Các bộ sưu tập

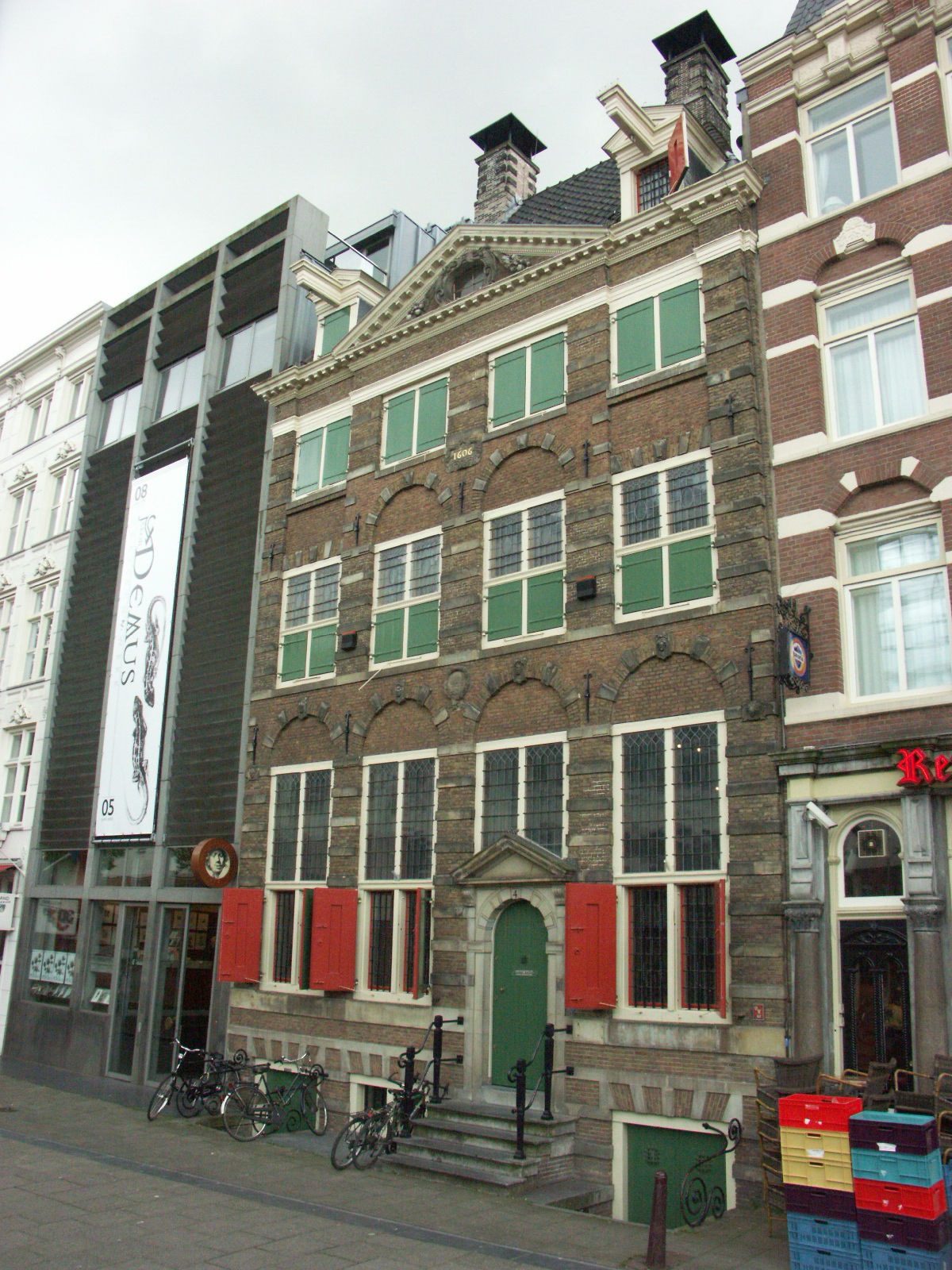
Ngôi nhà của Rembrandt ở Amsterdam, nay là Nhà bảo tàng Rembrandt

Tại Hà Lan, bộ sưu tập tranh Rembrandt lớn nhất là tại bảo tàng Rijksmuseum ở Amsterdam, trong số này có cả hai bức nổi tiếng là De Nachtwacht và De Joodse bruid. Rất nhiều bức chân dung tự họa của ông được lưu giữ tại bảo tàng Mauritshuis ở Den Haag. Căn nhà trước kia của Rembrandt ở Amsterdam nay được lưu giữ và biến thành Nhà bảo tàng Rembrandt với rất nhiều bản khắc của ông. Bên ngoài Hà Lan, các bộ sưu tập tranh Rembrandt nằm rải rác ở Phòng tranh quốc gia, Luân Đôn (National Gallery), Gemäldegalerie, Berlin, Bảo tàng Hermitage ở St. Petersburg, Gemäldegalerie Alte Meister ở Dresden, thành phố New York, Washington, D.C., cung điện Louvre và Kassel.

## Tác phẩm

### Tác phẩm tiêu biểu
- The Stoning of Saint Stephen (1625) - Musée des Beaux-Arts de Lyon, Lyon
- Jacob de Gheyn III (1632) - Dulwich Picture Gallery, London, Anh
- Andromeda Chained to the Rocks (1631) - Mauritshuis, The Hague
- Anatomy Lesson of Dr. Nicolaes Tulp (1631) - Mauritshuis, The Hague
- Artemisia (1634) - Oil on canvas, 142 x 152 cm, Museo del Prado, Madrid
- Descent from the Cross (1634) - Oil on canvas, 158 x 117 cm, looted from the Landgrave of Hesse-Kassel (or Hesse-Cassel), Germany in 1806, currently Hermitage Museum, St. Petersburg

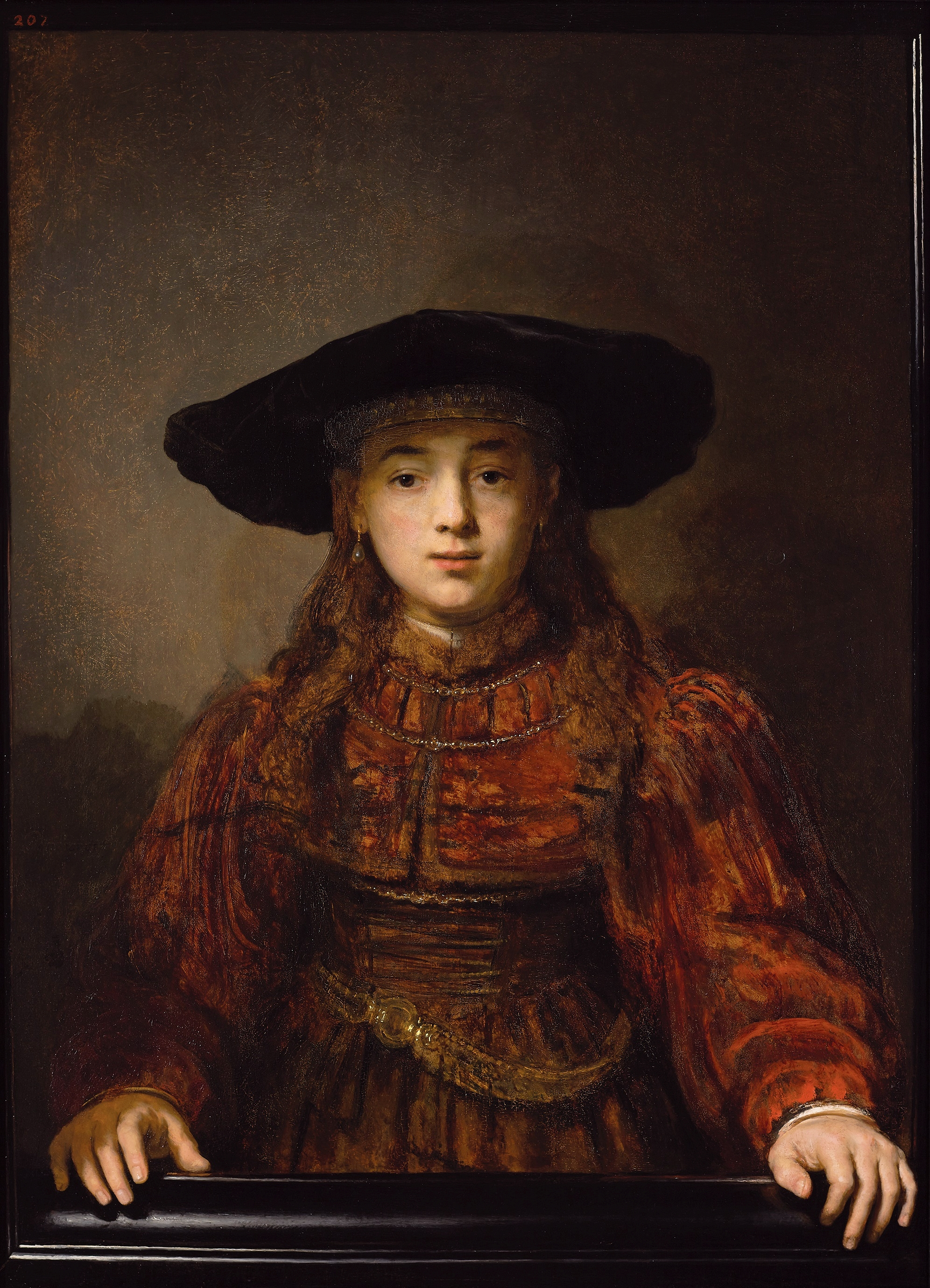
The Girl in a Picture Frame, 1641.

- Belshazzar's Feast (1635) -National Gallery, London
- The Prodigal Son in the Tavern (c. 1635) - Oil on canvas, 161 x 131 cm Gemäldegalerie, Dresden
- Danaë (1636) - State Hermitage Museum, St. Petersburg
- The Night Watch, formally The Militia Company of Captain Frans Banning Cocq (1642) - Rijksmuseum, Amsterdam
- Christ Healing the Sick (Etching c. 1643, also known as The Hundred Guilders Print) , nicknamed for the huge sum paid for it
- The Mill (1645/48) - The National Gallery of Art, Washington, D.C.
- Susanna and the Elders (1647) - Oil on panel, 76 x 91 cm, Gemäldegalerie, Berlin
- Aristotle contemplating a bust of Homer (1653) - Metropolitan Museum of Art, New York
- Bathsheba at Her Bath (1654) - Louvre, Paris
- Selfportrait (1658) - Frick Collection, New York
- The Three Crosses (1660) Etching, fourth state.
- Ahasuerus and Haman at the feast of Esther - Pushkin Museum, Moskva
- Conspiracy of Claudius Civilis (1661) - Nationalmuseum, Stockholm)
- Syndics of the Drapers' Guild (Dutch De Staalmeesters, 1662) - Rijksmuseum, Amsterdam
- The Jewish Bride (1664) - Rijksmuseum, Amsterdam

### Chân dung tự họa

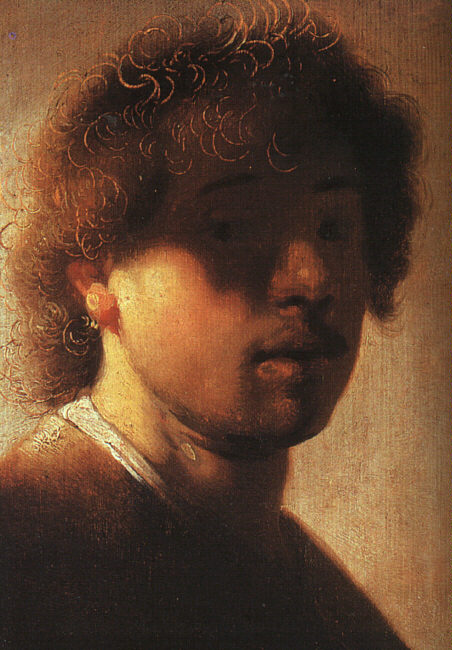
Chân dung thời trẻ, khoảng năm 1628
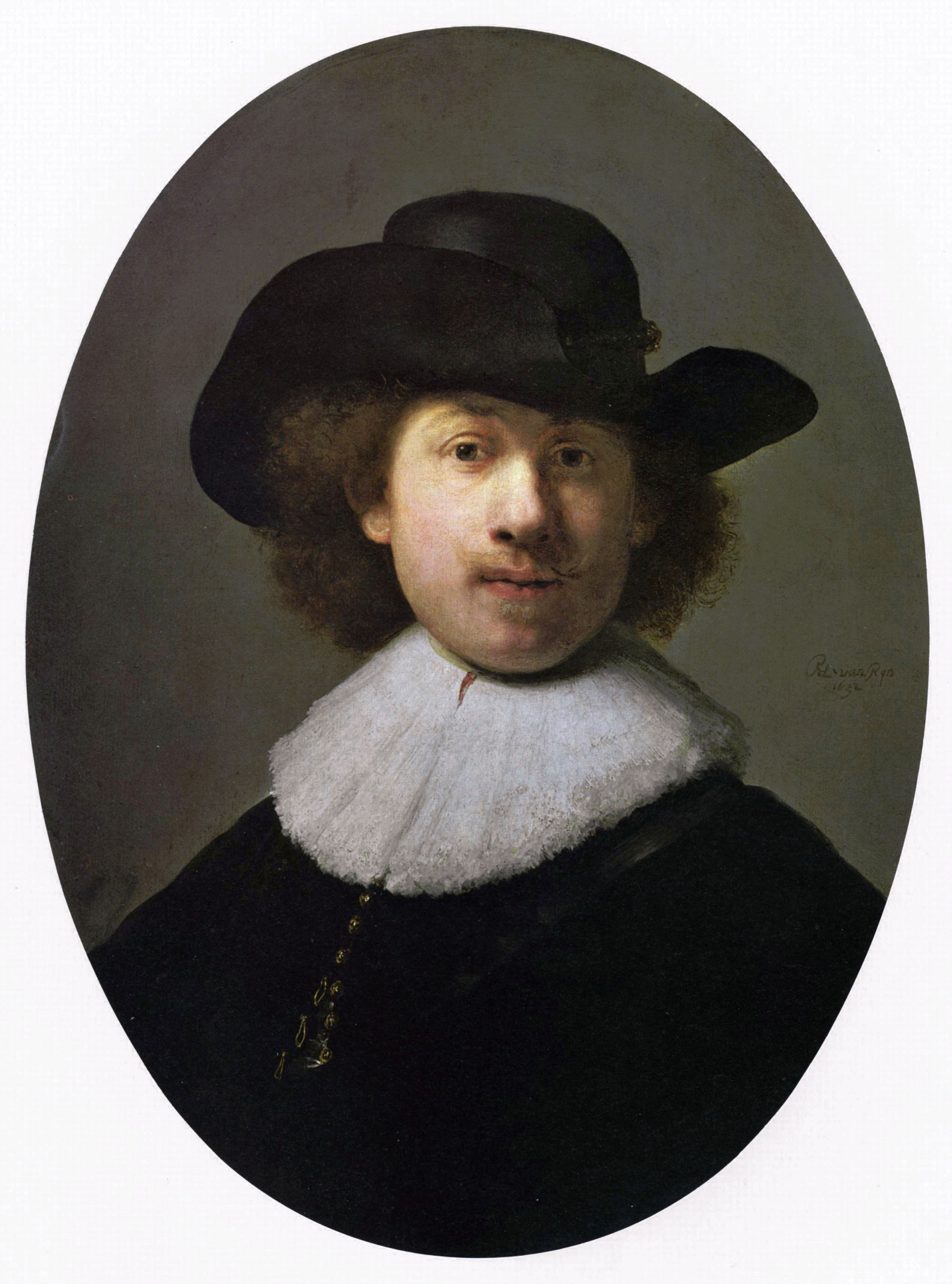
Chân dung năm 1632, khi ông đã có những thành công lớn với thể loại chân dung tương tự
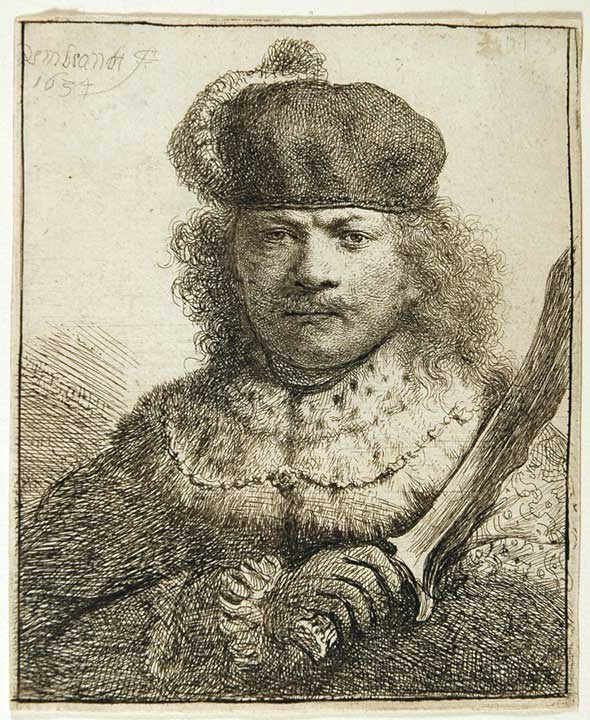
Chân dung năm 1634
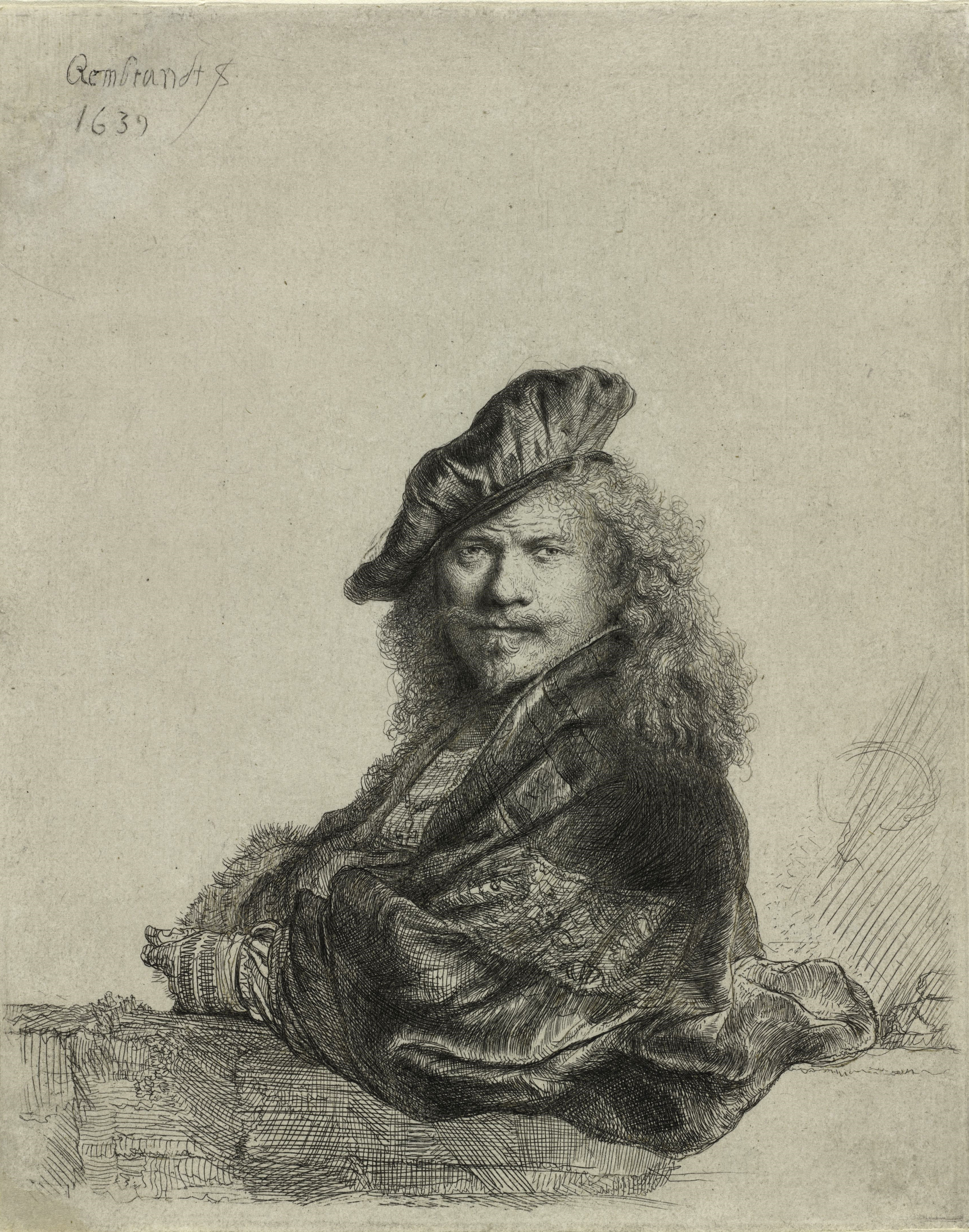
Chân dung dựa bên cửa sổ, bản khắc năm 1639
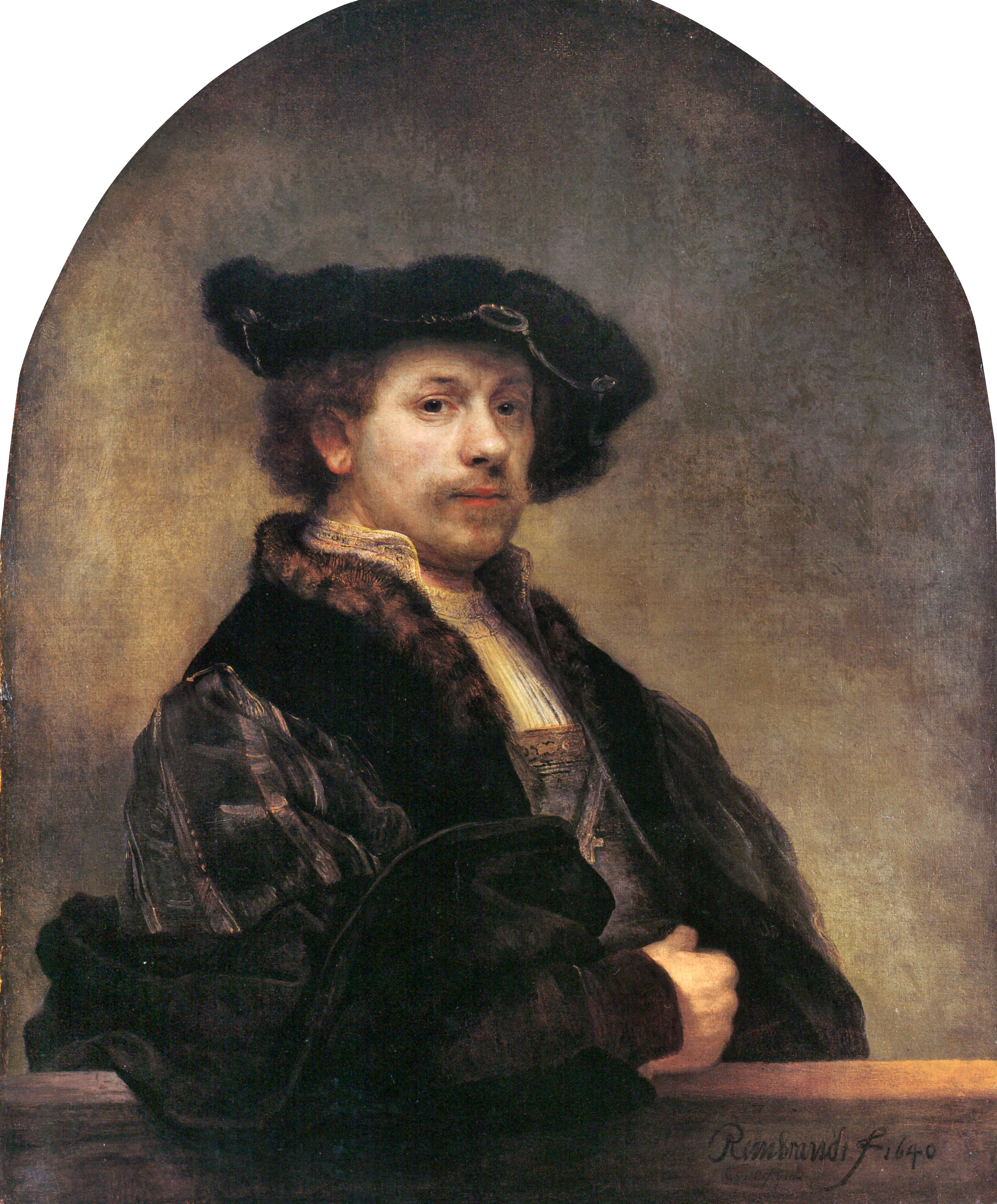
Chân dung năm 1640 với trang phục kiểu cũ
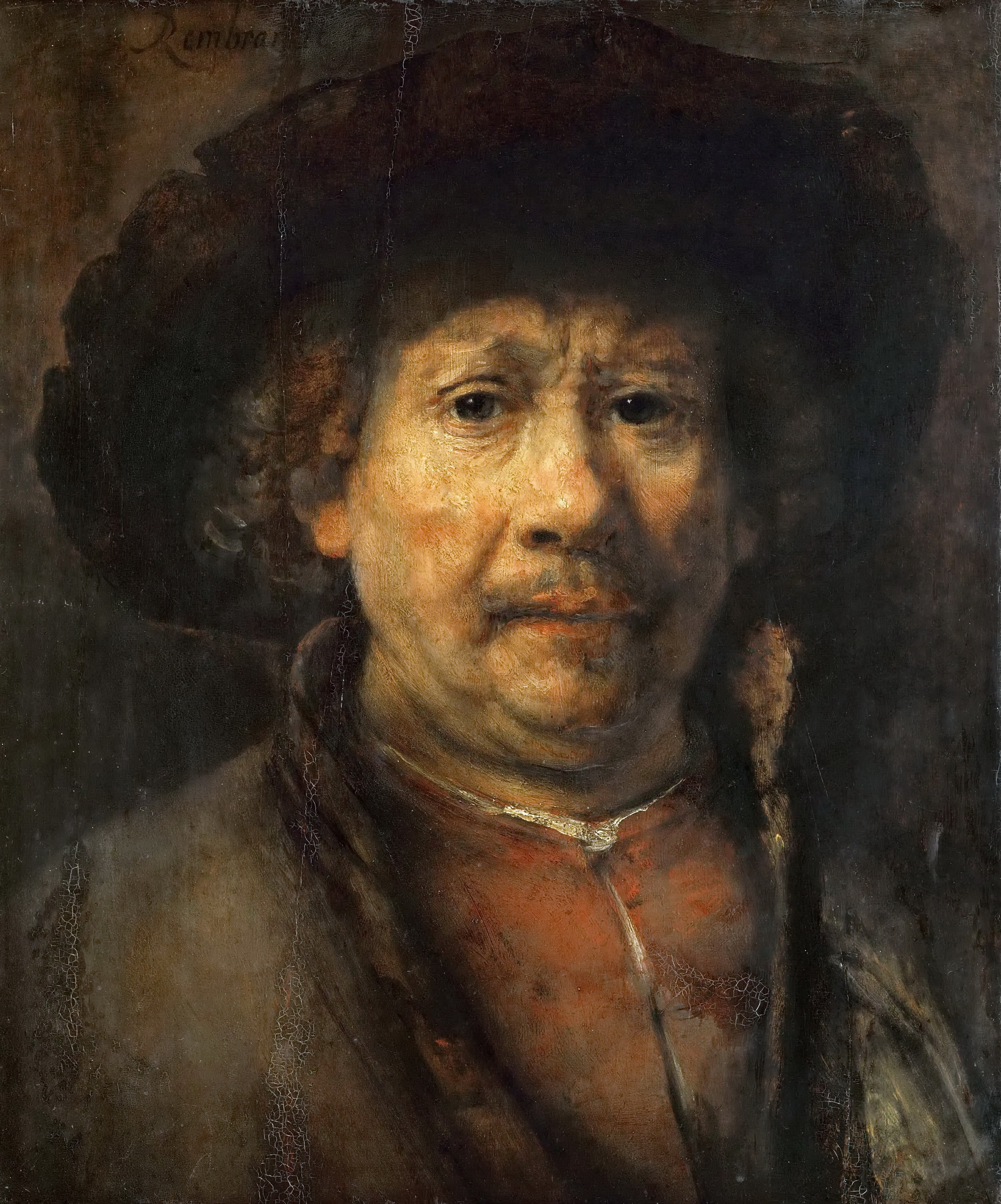
Chân dung năm 1655 tại Viên, sơn dầu trên gỗ óc chó
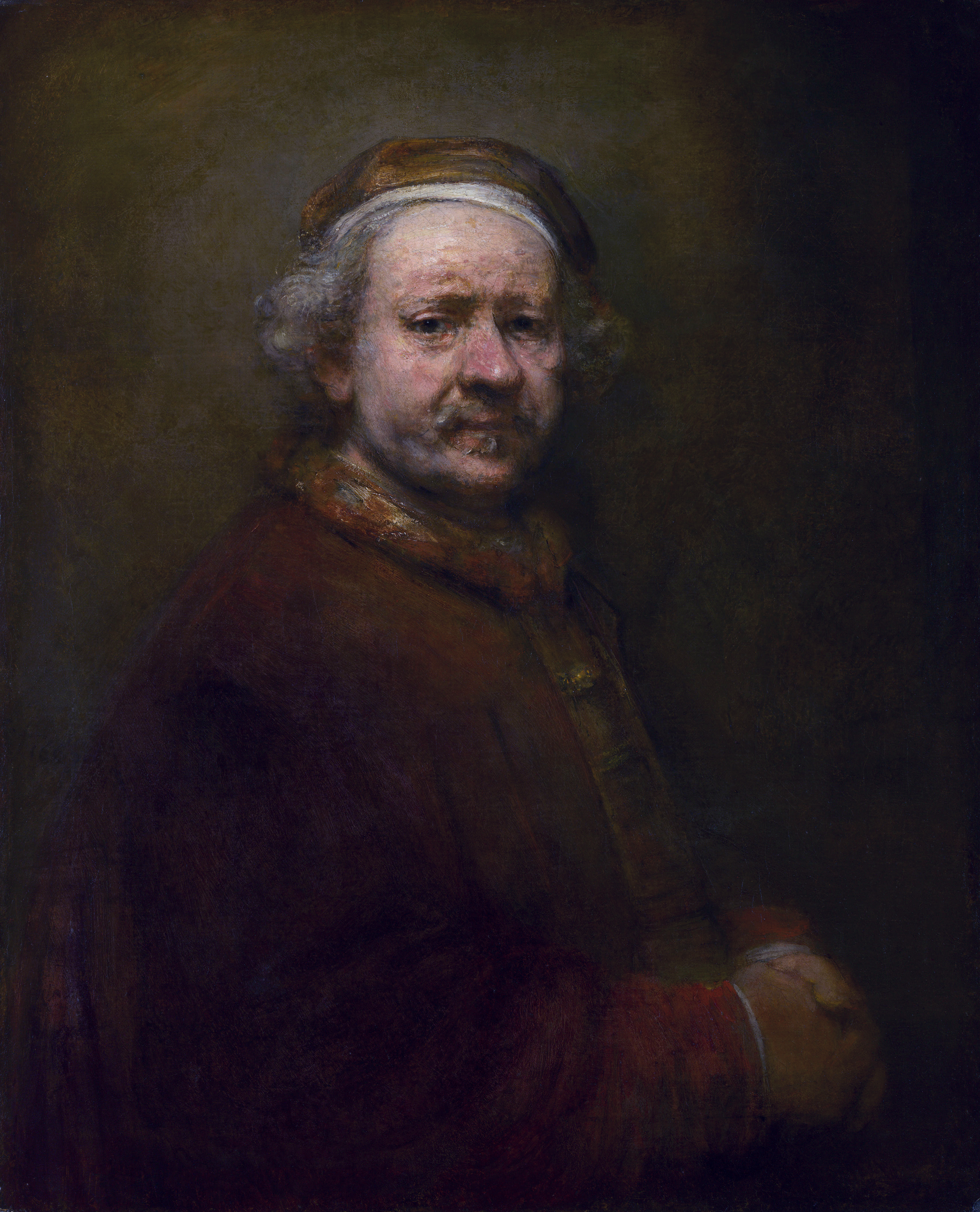
Chân dung năm 1669, năm họa sĩ qua đời

### Tác phẩm khác

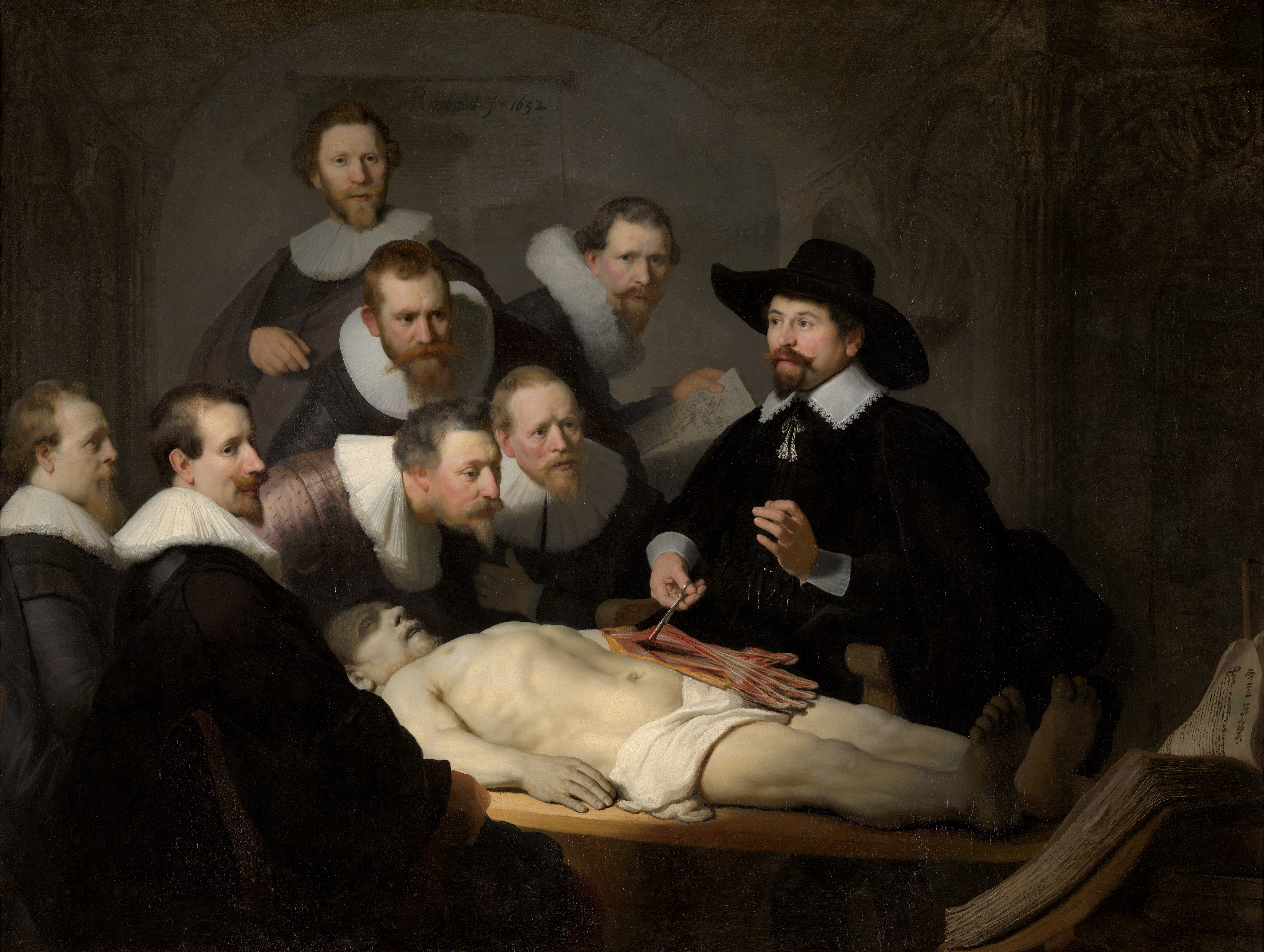
Bài học giải phẫu của Bác sĩ Nicolaes Tulp, 1631
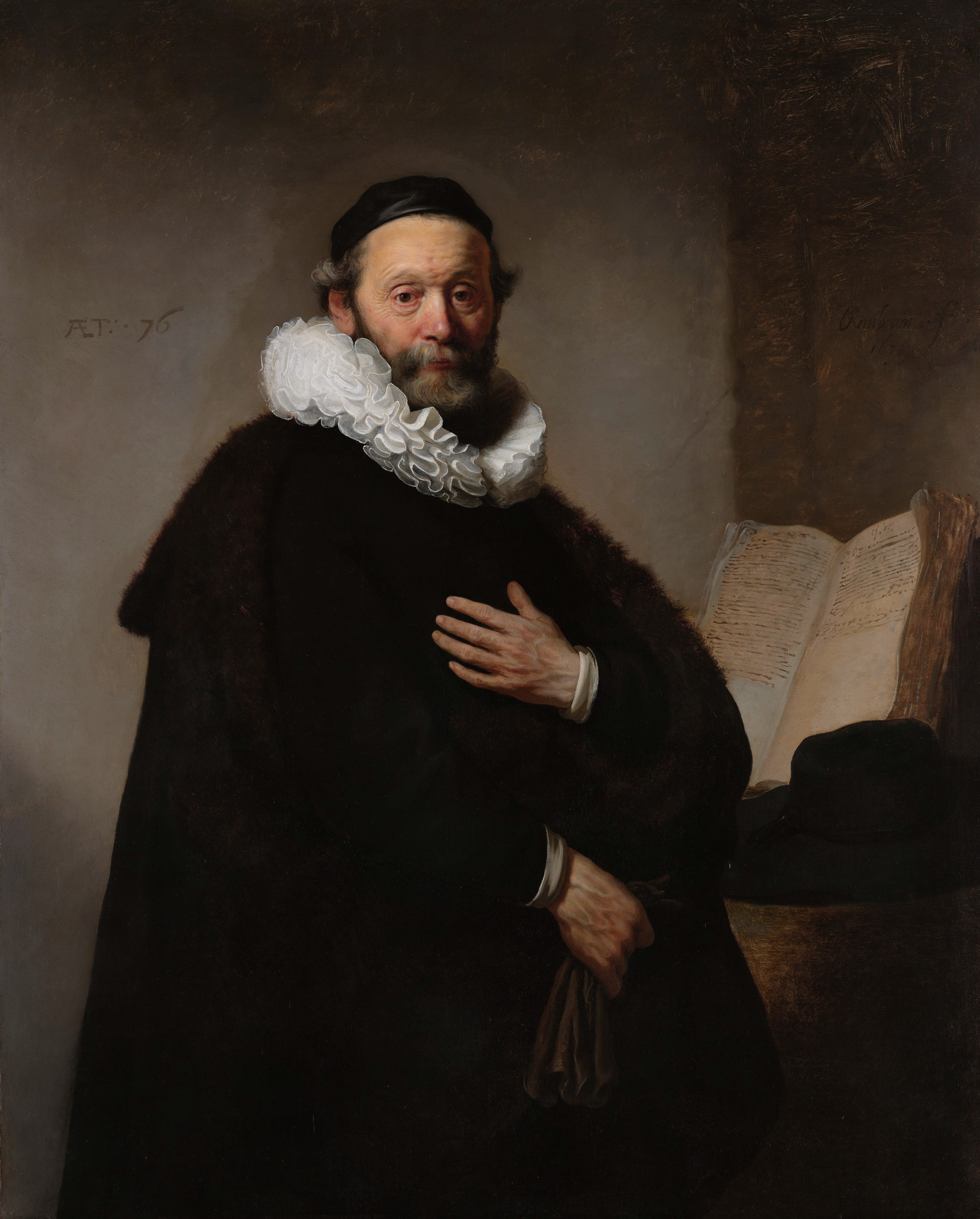
Chân dung Johannes Wtenbogaert, 1633
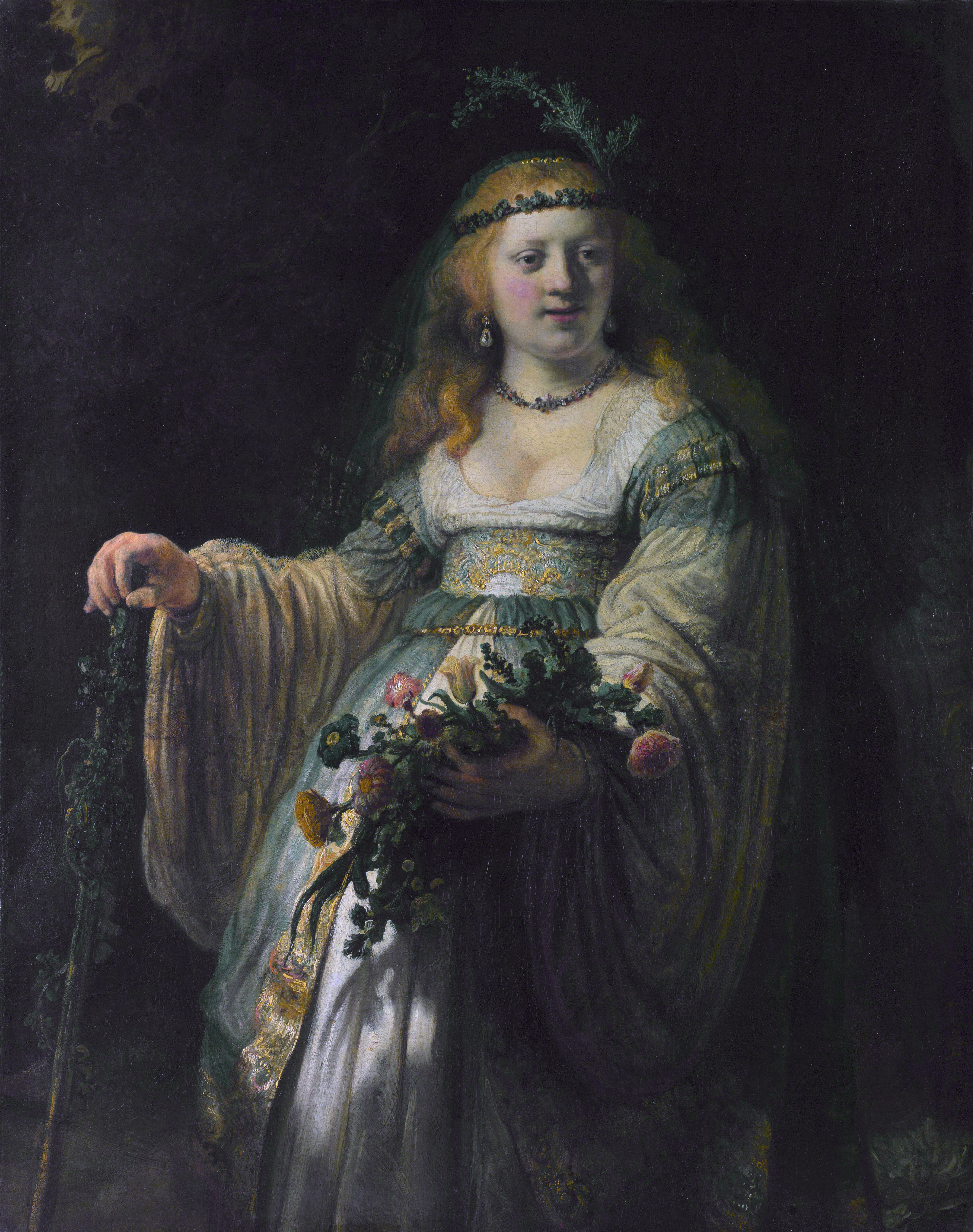
Saskia trong vai "Flora", 1635
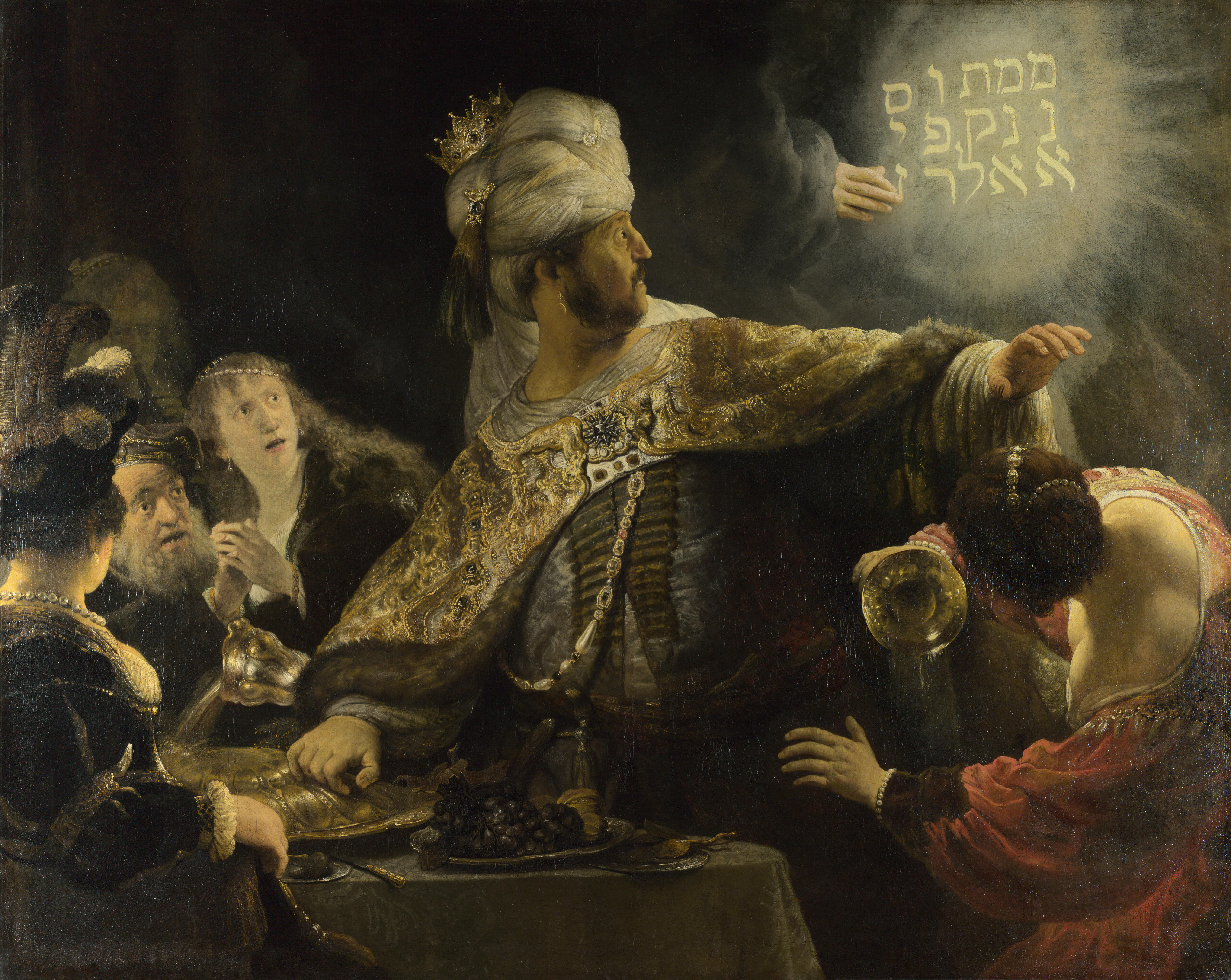
Bữa tiệc của Belshassar, 1636 - 1638
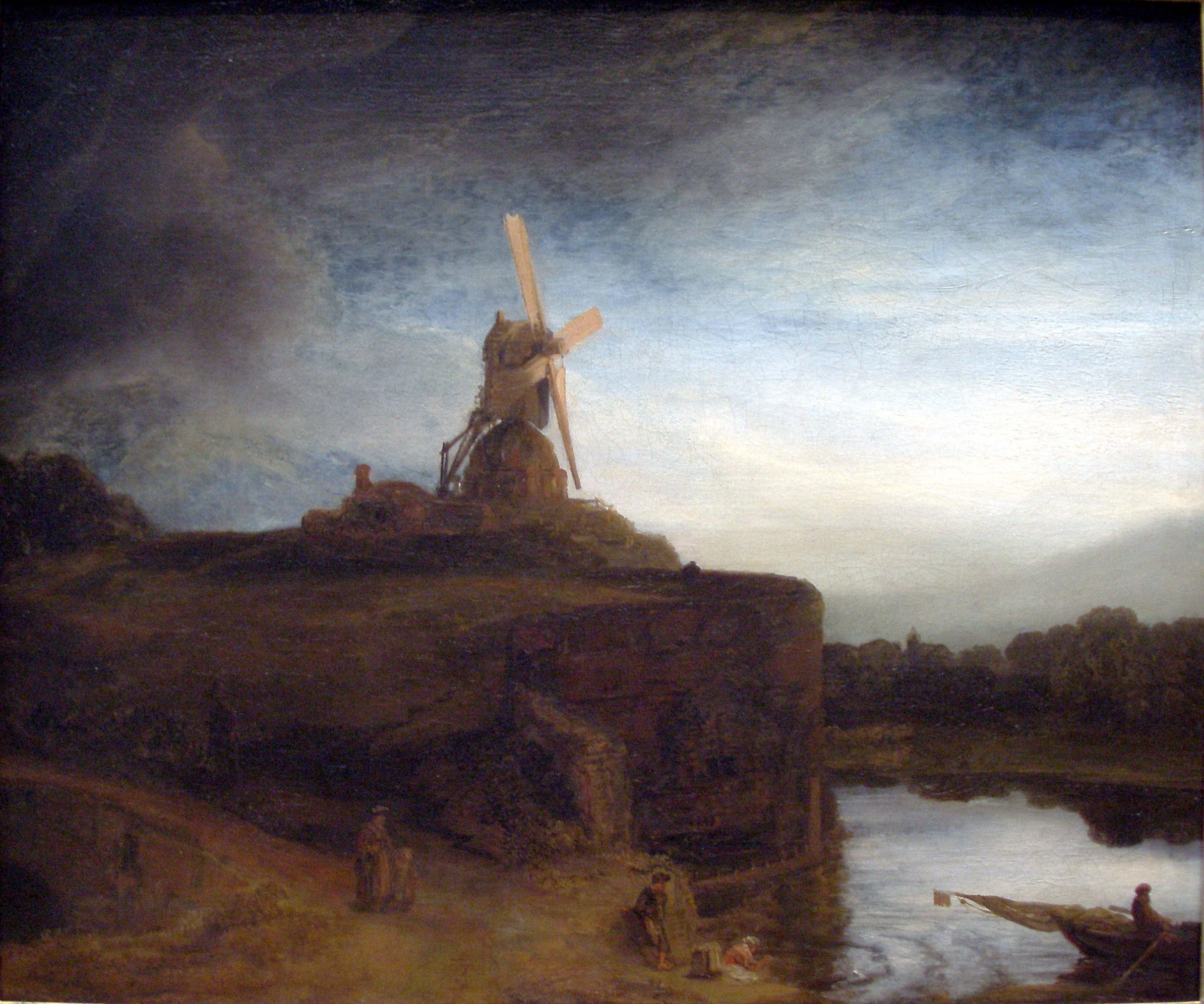
Cối xay gió, 1648
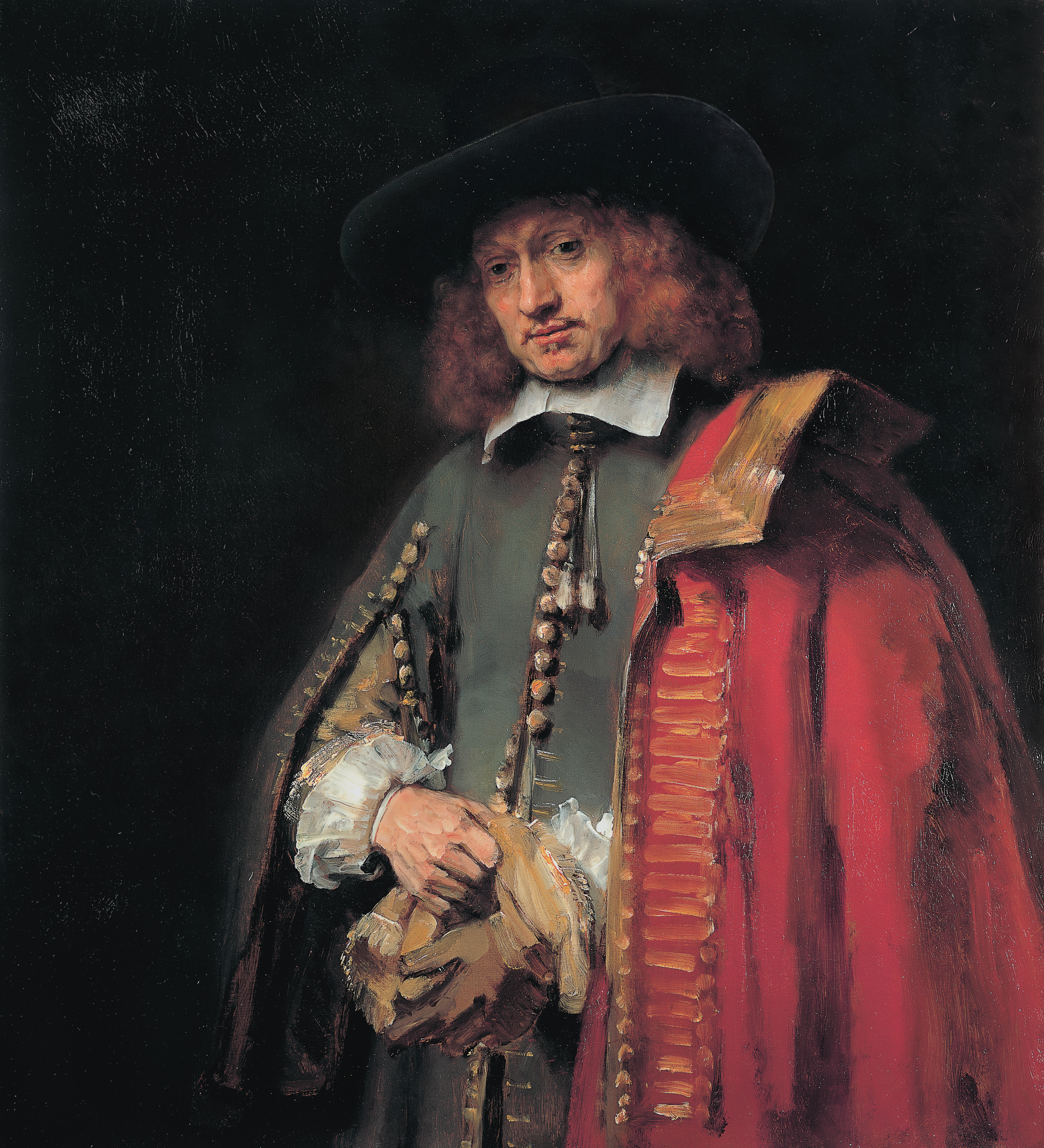
Chân dung Jan Six, 1654
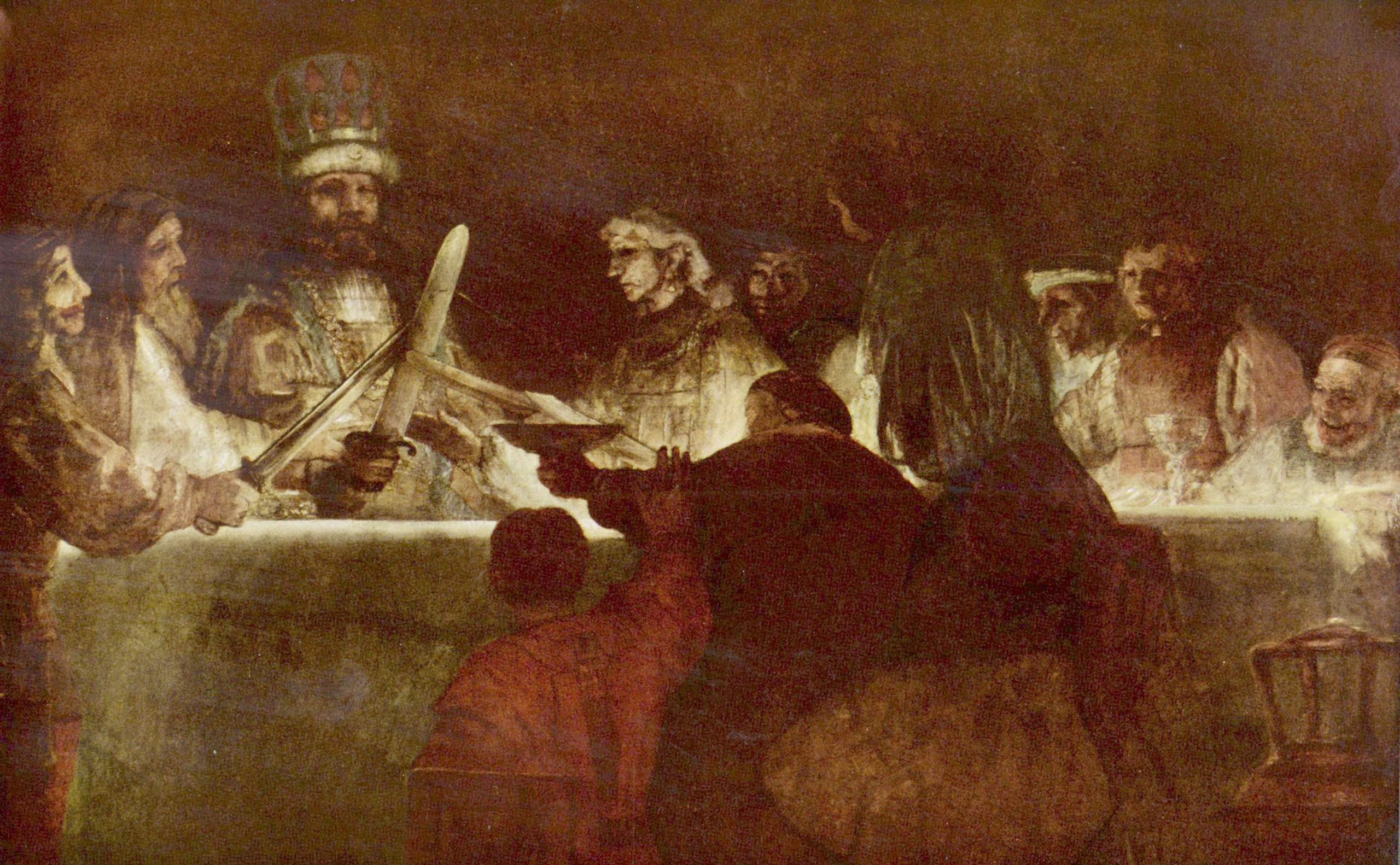
Âm mưu của Claudius Civilis, 1661 - 1662
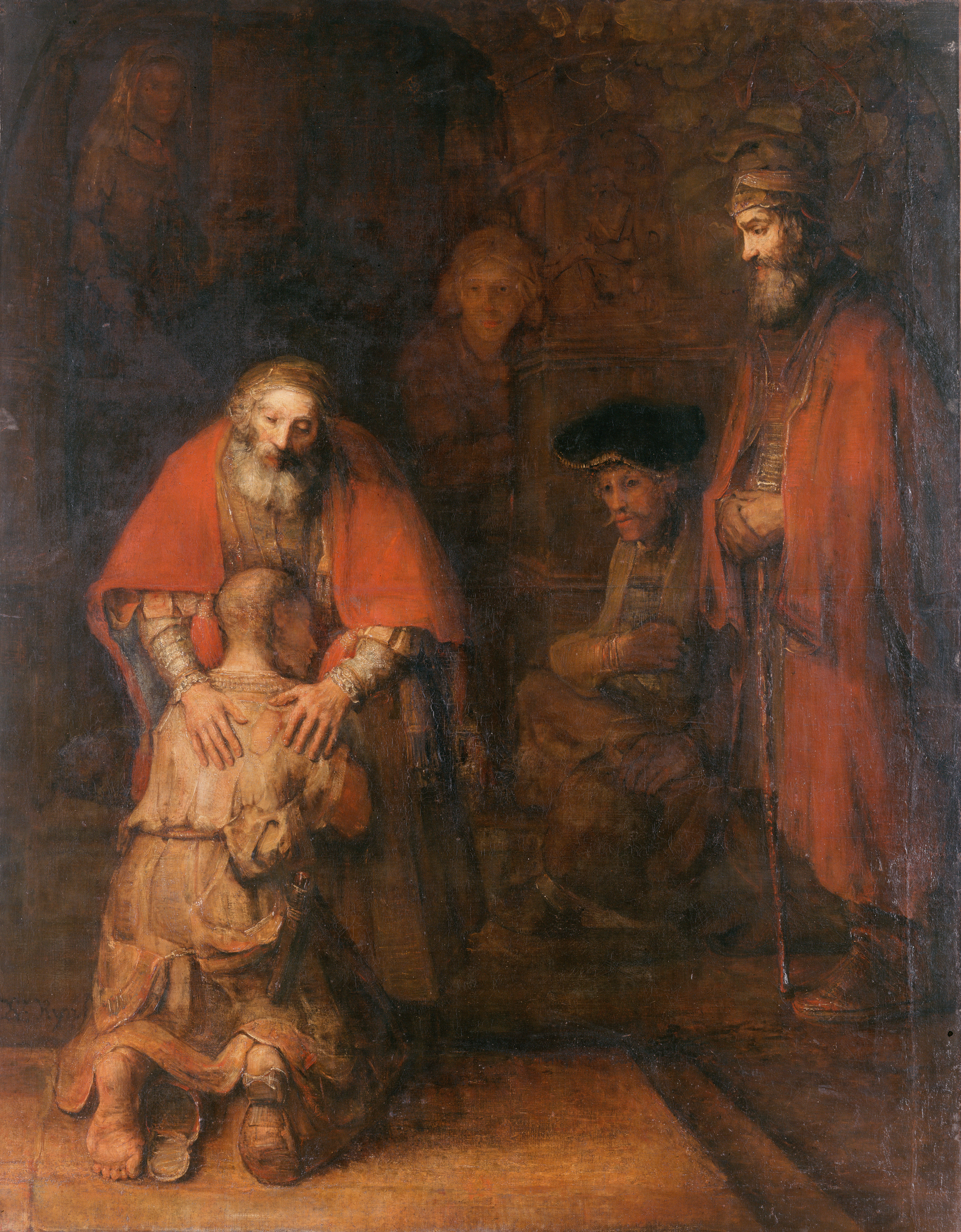
Sự trở về của đứa con hoang tàng, khoảng 1669
Tuần đêm, 1642
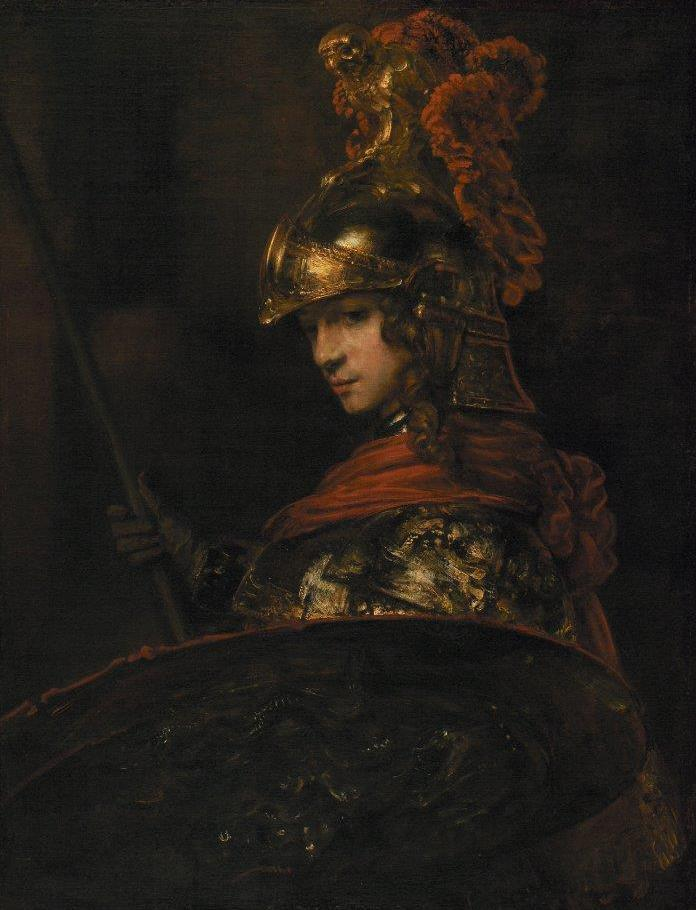
Alexandros Đại đế